# Associazione Sportiva Cittadella 1992-1993
Questa voce raccoglie le informazioni riguardanti l'Associazione Sportiva Cittadella nelle competizioni ufficiali della stagione 1992-1993.

## Rosa
| N. |                   | Ruolo | Calciatore              |
| -- | ----------------- | ----- | ----------------------- |
|    | Italia (bandiera) | P     | Ezio Cavasin            |
|    | Italia (bandiera) | D     | Sandro Baù              |
|    | Italia (bandiera) | D     | Davide Cappellari       |
|    | Italia (bandiera) | D     | Oreste Didoné           |
|    | Italia (bandiera) | D     | Paolo Simeoni           |
|    | Italia (bandiera) | D     | Alberto Simonetto       |
|    | Italia (bandiera) | C     | Luca Carta              |
|    | Italia (bandiera) | C     | Angelo Della Valentina  |
|    | Italia (bandiera) | C     | Massimiliano Pettenello |

| N. |                    | Ruolo | Calciatore        |
| -- | ------------------ | ----- | ----------------- |
|    | Italia (bandiera)  | C     | Carlo Pizzolon    |
|    | Italia (bandiera)  | C     | Giovanni Pontello |
|    | Italia (bandiera)  | A     | Antonio Luce      |
|    | Italia (bandiera)  | A     | Claudio Milanese  |
|    | Italia (bandiera)  | A     | Alessandro Roveda |
|    | Brasile (bandiera) |       | De Campos Ribeiro |
|    | Italia (bandiera)  |       | Giolo             |
|    | Italia (bandiera)  |       | Iacuzzi           |
|    | Italia (bandiera)  |       | Tessari           |

## Risultati

### Campionato Nazionale Dilettanti - Girone B

#### Spareggio promozione
| Cento 29 maggio 1993 | Cittadella | 2 – 1 | Lumezzane | Stadio Loris Bulgarelli |